# Lijst van voetbalinterlands Nederland - Oostenrijk (vrouwen)

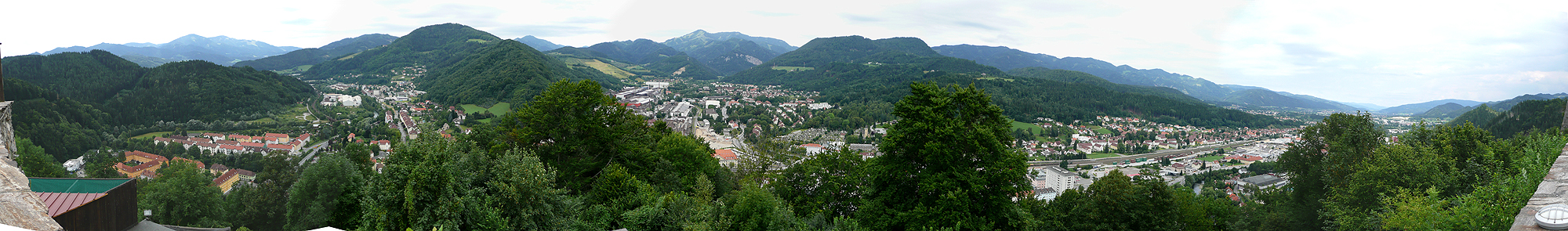
In 2005 speelden beide landen tegen elkaar in Kapfenberg.

Deze lijst van voetbalinterlands is een overzicht van alle voetbalwedstrijden tussen de nationale vrouwenteams van Nederland en Oostenrijk. Nederland en Oostenrijk hebben acht keer tegen elkaar gespeeld. De eerste wedstrijd was op 29 oktober 2005 in Kapfenberg. 

## Wedstrijden
| № | Plaats       | Datum             | Competitie                  | Wedstrijd              | Uitslag |
| - | ------------ | ----------------- | --------------------------- | ---------------------- | ------- |
| 1 | Kapfenberg   | 29 oktober 2005   | WK 2007 kwalificatie        | Oostenrijk − Nederland | 0 − 1   |
| 2 | Zwolle       | 20 september 2006 | WK 2007 kwalificatie        | Nederland − Oostenrijk | 4 − 0   |
| 3 | Deventer     | 13 juni 2017      | Vriendschappelijk           | Nederland − Oostenrijk | 3 − 0   |
| 4 | Sankt Pölten | 19 oktober 2017   | Vriendschappelijk           | Oostenrijk − Nederland | 0 − 2   |
| 5 | Xewkija      | 17 februari 2023  | Vriendschappelijk           | Nederland − Oostenrijk | 1 − 2   |
| 6 | Ta' Qali     | 21 februari 2023  | Vriendschappelijk           | Oostenrijk − Nederland | 0 − 4   |
| 7 | Almelo       | 4 april 2025      | UEFA Women's Nations League | Nederland − Oostenrijk | 3 − 1   |
| 8 | Altach       | 8 april 2025      | UEFA Women's Nations League | Oostenrijk − Nederland | 1 − 3   |

## Samenvatting
| Competitie                  | Totaal gespeeld | Winst Nederland | Gelijk | Winst Oostenrijk | Doelsaldo Nederland – Oostenrijk |
| --------------------------- | --------------- | --------------- | ------ | ---------------- | -------------------------------- |
| WK-kwalificatie             | 2               | 2               | 0      | 0                | 5 − 0                            |
| UEFA Women's Nations League | 2               | 2               | 0      | 0                | 6 − 2                            |
| Vriendschappelijk           | 4               | 3               | 0      | 1                | 10 − 2                           |
| Totaal                      | 8               | 7               | 0      | 1                | 21 − 4                           |